# Professor Unrat

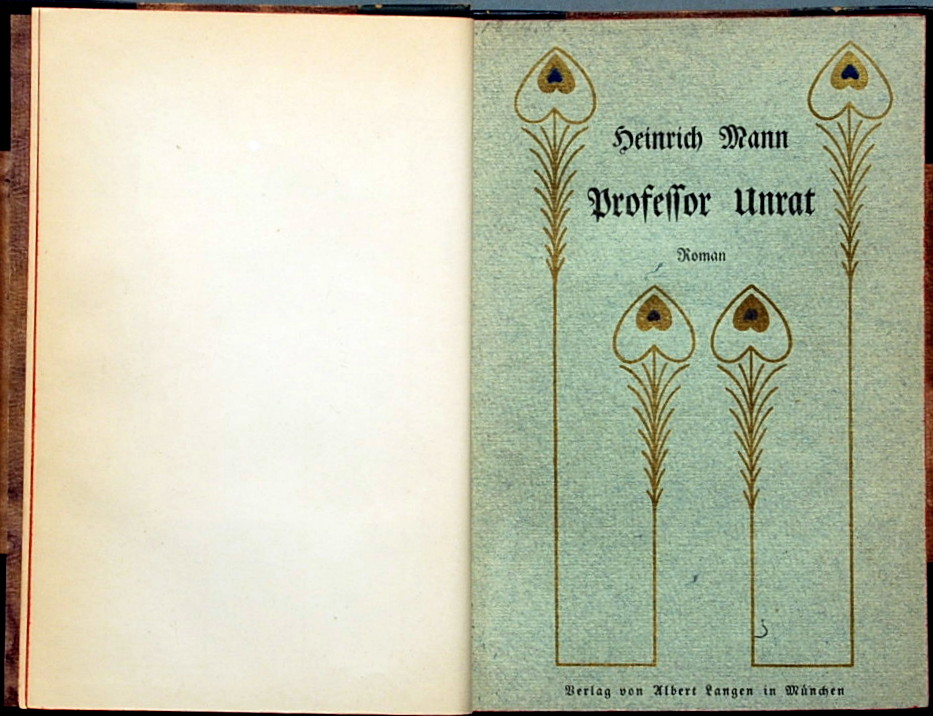
Deckblatt der Broschur des Erstdruckes von 1905

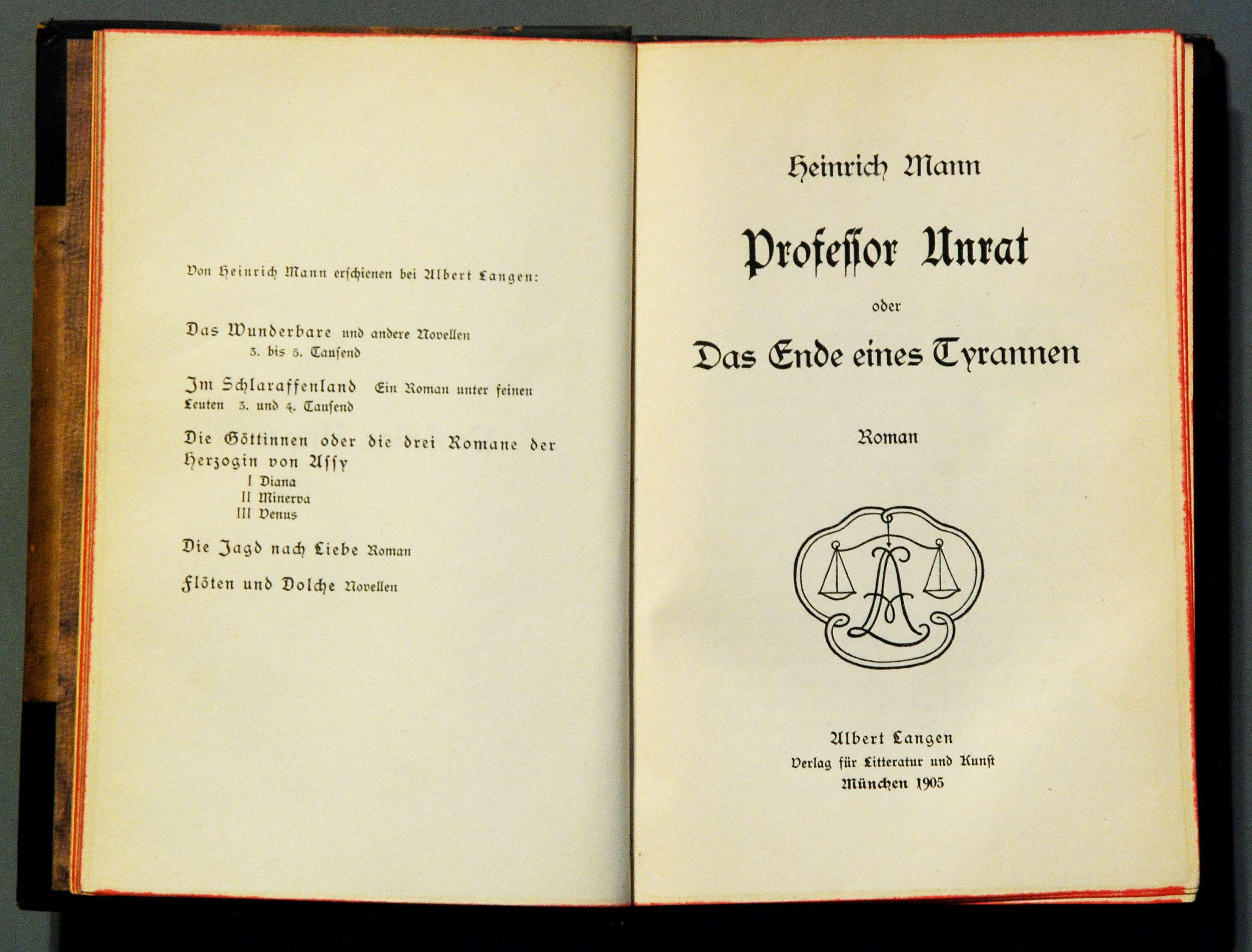
Titelblatt der Erstausgabe von 1905

Professor Unrat oder Das Ende eines Tyrannen zählt zu den bedeutendsten erzählenden Werken Heinrich Manns. Es entstand ab Ende Dezember 1903 und wurde im August 1904 abgeschlossen. Die erste Buchausgabe erschien im April des darauffolgenden Jahres. Teilweise wurde der Roman auch unter dem Titel Der blaue Engel in den Handel gebracht.
Durch die zahlreichen Übersetzungen und durch die Verfilmung als Der blaue Engel mit Marlene Dietrich erlangte das Buch Weltruhm.

## Inhalt
Der 57-jährige Gymnasiallehrer Raat lebt allein und zurückgezogen. Er ist verwitwet und hat sich von seinem Sohn losgesagt, weil dieser viermal durchs Examen gefallen ist und sich mit verschiedenen unverheirateten Frauenzimmern in der Öffentlichkeit sehen lässt. Als Professor ist er allerdings eine Legende. Aus beinahe jeder Familie des Ortes war der eine oder andere Sprössling einst Schüler des strengen Professors. Der Spitzname „Unrat“, mit dem er hinter seinem Rücken gerufen wird, hat mittlerweile Tradition im Ort. Jeder ruft ihn so und bringt ihm damit eine gewisse ironische Wertschätzung entgegen, die Raat allerdings nicht erkennt. Für ihn ist die Verunglimpfung seines Namens ein Angriff auf seine Person und ein Zeichen von Respektlosigkeit. Der Schulalltag ist für ihn ein täglicher Kampf, seine Schüler sieht er als seine Feinde, die es mit allen Mitteln zu bekämpfen gilt. So stellt er ihnen Aufgaben, die sie nicht lösen können, um sie daraufhin zu bestrafen.
Im 17-jährigen Sohn des Konsuls Lohmann hat Unrat in der Schule einen besonderen Gegenspieler: er ist intelligent, durch Strafen nicht zu treffen und weiß genau, wie er den Professor in Rage bringen kann. Als Raat ihn wegen der Verwendung des Spitznamens „Unrat“ in ein finsteres Garderobenzimmer, das „Kabuff“, verwiesen hat, liest er im Aufsatzheft des Schülers ein Gedicht mit dem Titel „Huldigung an die hehre Künstlerin Fräulein Rosa Fröhlich“.
Um Lohmann endlich zu Fall zu bringen, macht sich Raat auf die Suche nach diesem „Fräulein Rosa Fröhlich“. Er findet heraus, dass sie als „Barfußtänzerin“ in dem Vergnügungslokal „Der blaue Engel“ auftritt. Sich selbst einredend, dass es ihm um das Wohl seiner Schüler ginge, betritt er die Wirtschaft. Dort widerfährt ihm jedoch ein Missgeschick nach dem anderen, bis seine Schüler auf ihn aufmerksam werden. Als er durch eine Tür flieht, steht er plötzlich vor Rosa Fröhlich. Obwohl er sie anherrscht, sie solle aufhören, seine Schüler zu verführen, und die Stadt verlassen, nimmt sie ihn vor ihren Kollegen in Schutz und bietet ihm Wein an. Die von seinen Schülern umworbene „Künstlerin“ verfehlt auch beim Professor nicht ihre Wirkung.
Am nächsten Morgen herrscht in der Schule ein gespannter Waffenstillstand: Raat befürchtet, dass seine Schüler ihn in der Klasse lächerlich gemacht haben – die Schüler befürchten, zum Direktor zitiert zu werden. Nach Schulschluss will Raat unbedingt vor seinen Schülern bei Rosa Fröhlich sein. Er kann es nicht ertragen, dass sein Schüler Lohmann sie aufsucht. Rosa umgarnt den Professor und erklärt später, sie habe die Blumen von den Schülern weggeworfen, und lässt sich von ihm beim Umkleiden helfen. Raat gerät immer mehr in ihren Bann. Er erfüllt ihr alle Wünsche, teure Speisen im Restaurant, neue Kleider, ein möbliertes Appartement, er sortiert ihr sogar die Wäsche. Sie „steht jetzt unter seinem Schutz“. So sorgt er nicht nur dafür, dass seine Schüler ihr nicht zu nahe kommen, er hält auch andere Verehrer von ihr fern und wirft etwa einen Schiffskapitän hinaus, der sie in der Künstlergarderobe besuchen will.
Immer weniger kümmert es Raat, was die Leute über ihn denken. Weder seine Wirtschafterin, die sich über Rosas Besuche beschwert, noch eine Rüge seines Schuldirektors vermögen ihn zu beeindrucken. Er geht sogar so weit, öffentlich Rosas Ehre zu verteidigen, als sie beschuldigt wird, zusammen mit seinen Schülern ein Hünengrab verwüstet zu haben. Erst als Rosa zugeben muss, bei der wüsten Feier am Hünengrab teilgenommen zu haben, zieht er sich am Boden zerstört zurück. Er wird aus dem Schuldienst entlassen.
Als der Pastor gegen Rosa argumentiert, verteidigt Raat sie und fasst den Vorsatz, sie zu heiraten, wovon er auch nicht ablässt, als er erfährt, dass Rosa eine Tochter hat. Nach der Hochzeit verbringt das Ehepaar einige Zeit in einem Seebad. Dort fällt auf, dass andere Herren die Aufmerksamkeit der verheirateten Rosa gewinnen wollen.
Nach zwei Jahren Ehe mit Rosa ist Raat finanziell ruiniert. Eine Freundin Rosas gibt ihm den Rat, Griechisch zu unterrichten. Der Sprachunterricht entwickelt sich bald zu allabendlichen Trinkgelagen, bei denen weite Teile der Stadt erscheinen. Diese Feiern nutzt Raat, um sich an seinen ehemaligen Schülern und an den Oberen der Stadt zu rächen.
Am Ende tritt Lohmann erneut in Raats Leben. Rosa trifft den ehemaligen Schüler in der Stadt und lädt ihn in ihre Wohnung ein. Dort bietet Lohmann an, all ihre Schulden zu bezahlen, und legt die aufgeklappte Brieftasche auf den Tisch. Als Rosa auch noch sein altes Gedicht aus dem Schulaufsatz singt, stürzt der eifersüchtige Raat aus dem Nebenzimmer und versucht, ihr die Kehle zuzudrücken. Dann greift er nach Lohmanns Brieftasche und stürzt hinaus. Kurz darauf wird das Ehepaar Raat verhaftet. Die ehrbaren Bürger, die noch vor kurzem gern in sein Haus kamen, haben für den Professor jetzt nur noch Hohn und Spott übrig.

## Verfilmungen
- 1930 – Der blaue Engel – Regie: Josef von Sternberg; mit Emil Jannings und Marlene Dietrich
- 1959 – Der blaue Engel (The Blue Angel) – Regie: Edward Dmytryk; mit Curd Jürgens und May Britt
- 1973 – Anjo Loiro – (brasilianische Version)

## Ausgaben
- Professor Unrat oder Das Ende eines Tyrannen. Roman. Albert Langen, München 1905.
- Professor Unrat oder Das Ende eines Tyrannen. Roman. 5. bis 7. Tausend. Kurt Wolff, Leipzig [1916].
- Professor Unrat oder Das Ende eines Tyrannen. Roman. Ullstein, Berlin 1925.
- Der blaue Engel, Weichert, Berlin 1948[1]
- Der blaue Engel, Aufbau Verlag, Berlin 1950 und bei Rowohlt als rororo, Hamburg, 1951[2][3]
- Professor Unrat oder Das Ende eines Tyrannen. Roman. Claaßen, Hamburg 1959.
- Professor Unrat oder Das Ende eines Tyrannen. Roman. Mit einem Nachwort von Rudolf Wolff und einem Materialienanhang, zus.gestellt von Peter-Paul Schneider. Fischer Taschenbuch Verlag, Frankfurt 1989.
- Professor Unrat oder das Ende eines Tyrannen. Neu illustriert von Martin Stark. Edition Büchergilde, Frankfurt am Main, 2014, ISBN 978-3-86406-039-7.
- Professor Unrat oder Das Ende eines Tyrannen. Roman. Hrsg. von Ariane Martin. Reclam, Ditzingen 2021, ISBN 978-3-15-019565-9.
- Professor Unrat oder Das Ende eines Tyrannen. Roman. 10 Abb. Hrsg. mit Anmerkungen und einem Nachwort von Helmut Koopmann. Alfred Kröner, Stuttgart 2021. ISBN 978-3-520-87002-5.

## Forschungsliteratur
- Albert Klein: Heinrich Mann: Professor Unrat oder das Ende eines Tyrannen (= Modellanalysen Literatur, 19). Schöningh, Paderborn u. a. 1992, ISBN 978-3-506-75059-4.
- Helmut Koopmann: Der Tyrann auf der Jagd nach Liebe. Zu Heinrich Manns „Professor Unrat“. In: Heinrich Mann-Jahrbuch. 11 (1993), S. 31–51.
- York-Gothart Mix: Die Schulen der Nation. Bildungskritik in der Literatur der frühen Moderne. J. B. Metzler, Stuttgart/Weimar 1995, ISBN 978-3-476-01327-9, Kapitel II.3, S. 81 ff.
- Klaus Kanzog: „Missbrauchter Heinrich Mann?“ Bemerkungen zu Heinrich Manns „Professor Unrat“ und Josef von Sternbergs „Der Blaue Engel“. In: Heinrich Mann-Jahrbuch. 14 (1996), S. 113–138.
- Stefanie Wehnert: Mein liebes albernes altes Lübeck. Lübeck-Bezüge in Heinrich Manns Roman »Professor Unrat«. In: Mein Kopf und die Beine von Marlene Dietrich. Heinrich Manns »Professor Unrat« und »Der blaue Engel«. Hrsg. von Hans Wißkirchen. Lübeck 1996, S. 14–51.
- Georg Ruppelt: Professor Unrat und die Feuerzangenbowle / von Gymnasiallehrern in der Literatur (= Lesesaal / kleine Spezialitäten aus der Gottfried Wilhelm Leibniz Bibliothek - Niedersächsische Landesbibliothek. Heft 15). Verlag Niemeyer, Hameln 2004, ISBN 3-8271-8815-6.
- Helmut Koopmann: »Professor Unrat« als »Anti-Thomas«. Eine Persiflage auf Kunst und Künstlertum Thomas Manns. In: Heinrich Mann-Jahrbuch. 23 (2005), S. 45–63.
- Ariane Martin: Rührendes Mädchen versus „staubige Pedantin“ oder: Ein Cyborg wird umgebaut. Schillers „Jungfrau von Orleans“ in Heinrich Manns „Professor Unrat“. In: Heinrich Mann-Jahrbuch. 23 (2005), S. 79–103.
- Andrea Bartl: „Alles verpestet!“ Strukturen der Kontamination in Josef von Sternbergs „Der blaue Engel“ und Heinrich Manns „Professor Unrat“. In: Heinrich Mann-Jahrbuch. 36/37 (2018/2019), S. 35–61.